# Anne de Joyeuse

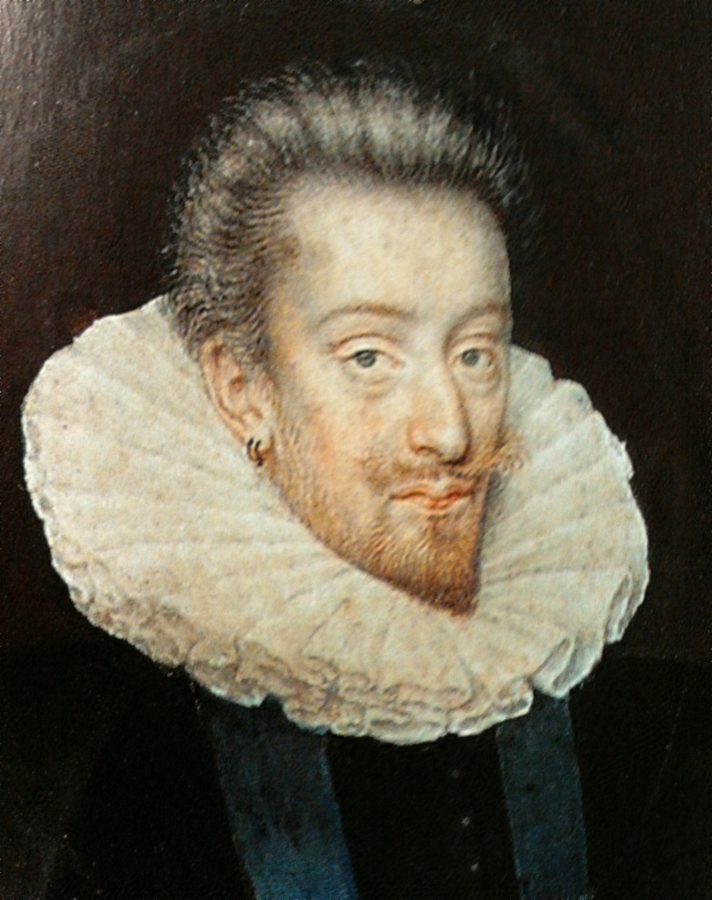
Anonymus – Anne de Joyeuse
(16. Jh.)

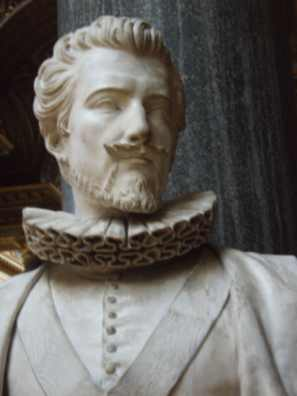
Büste in der Schlachtengalerie des Schloss Versailles

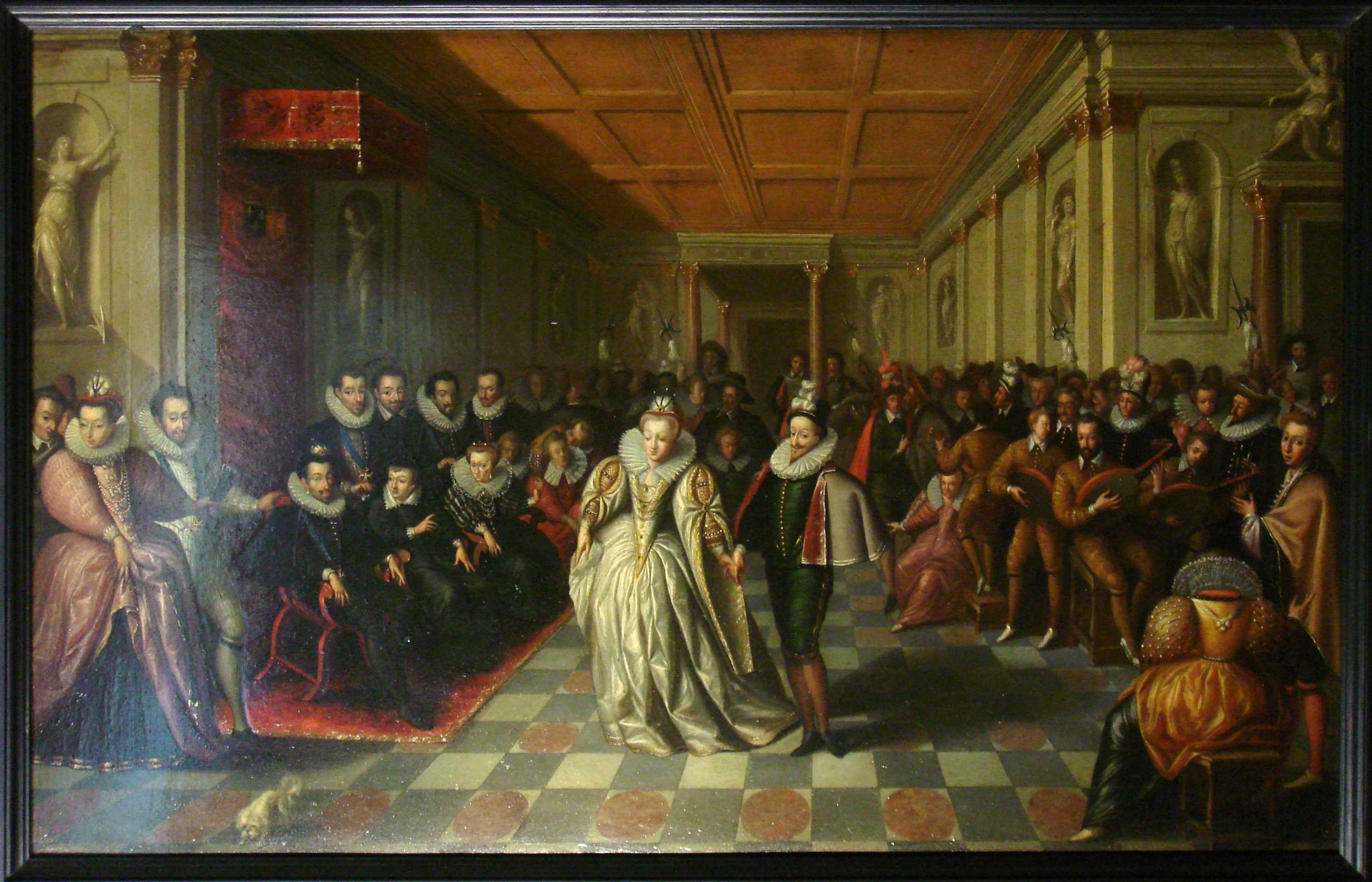
Heirat von Anne de Joyeuse mit Marguerite de Vaudémont-Lorraine am Sonntag, dem 24. September 1581 im Le Louvre. An der linken Bildunterseite sind Heinrich III., Caterina de’ Medici und Königin Louise de Lorraine-Vaudémont zu erkennen.

Anne de Joyeuse, kurz nur Joyeuse genannt, (* 1560 im Schloss Joyeuse bei Couiza; † 20. Oktober 1587 in der Schlacht von Coutras, Gironde) war Baron von Arques, Vizegraf und später Herzog von Joyeuse sowie von 1582 bis 1587 Admiral von Frankreich. Er war einer der Mignons des französischen Königs Heinrich III.

## Familie
Anne de Joyeuse war der älteste Sohn von Guillaume de Joyeuse und Marie de Batarnay (1539–1595). Er besuchte, nachdem er am Collège de Toulouse studiert hatte, ab August 1572 das Collège de Navarre in Paris, wo er Vorlesungen von Théodore Marsile (1548–1617) und George Critton (1555–1611) hörte. Er hatte zwei jüngere Brüder, die ihn überleben sollten: Henri de Joyeuse, Graf von Bouchage und der Kardinal François de Joyeuse, Erzbischof von Narbonne.

## Leben
Ab dem Jahr 1577 begleitete er seinen Vater auf den Feldzügen gegen die Hugenotten im Languedoc und in der Auvergne. Im Jahr 1579 erhielt er den Befehl über eine Ordonnanzkompanie des Königs und wurde Gouverneur des Mont-Saint-Michel. Ein Jahr später nahm er an der Belagerung von La Fère teil.
Am 24. September 1581 heiratete er in Saint-Germain-l’Auxerrois Marguerite de Vaudémont-Lorraine (1564–1625), Tochter von Nicolas de Lorraine, Herzog von Mercœur, und Johanna von Savoyen, eine Halbschwester der Königin Louise de Lorraine-Vaudémont. Das Paar erhielt als Hochzeitsgeschenk vom König 300.000 Écu. Im August wurde die Vizegrafschaft Joyeuse zum Herzogtum und zur Pairie erhoben, was mit einem Vorrecht gegenüber den anderen Herzögen und Pairs mit Ausnahme der Prinzen von Geblüt verbunden war. Der König schenkte ihm darüber hinaus die Herrschaft Limours. Am 15. Oktober 1581 wurde aus Anlass dieser Hochzeit im Pariser Louvre das über fünfstündige Ballet comique de la reine aufgeführt.
Am 1. Juni 1582 wurde Anne zum Admiral von Frankreich ernannt, am 1. Juli 1582 zum Premier Gentilhomme de la Chambre du Roi, und am 31. Dezember als Ritter in den Orden vom heiligen Geist aufgenommen. Am 24. Februar 1583 wurde er Statthalter der Normandie, ein Jahr später von Le Havre. Im gleichen Jahr erhielt er nach dem Tod François-Hercules de Valois-Angoulême die Statthalterschaft im Herzogtum Alençon, sein Bruder die des Herzogtums Anjou.
Anne de Joyeuse befehligte einen Feldzug gegen die Protestanten im Poitou, bei dem er das Wohlwollen des Königs durch ein Massaker an 800 Hugenotten in La Mothe-Saint-Héray am 21. Juni 1587 (genannt das Massaker von Saint-Eloi) verlor. Nach einem frostigen Empfang beim Hofe glaubte er der königlichen Ungnade dadurch zu entkommen, dass er sich den Truppen anschloss, die Heinrich von Navarra bekämpften. Am 20. Oktober 1587 griff er in der Schlacht von Coutras protestantische Truppen an. Seine Infanterie und seine Kavallerie unterlagen, Anne de Joyeuse wurde erkannt, gefangen genommen und durch einen Pistolenschuss getötet. Unter den 2000 katholischen Toten der Schlacht befand sich auch einer seiner jüngeren Brüder, Claude de Joyeuse, Seigneur von Saint-Sauveur (geboren 1569).
Das Grab von Anne de Joyeuse befindet sich in Montrésor, Indre-et-Loire.